# District de Kolkata
Le district de Kolkata ou district de Calcutta (bengali : কলকাতা জেলা) est un district de l’État indien du Bengale-Occidental.

## Géographie
Le district de Calcutta a une superficie de 185 km2 pour une population de 4 486 679 habitants en 2011.
Le district comprend la partie centrale de la ville de Kolkata et est administré par la Kolkata Municipal Corporation. 
D'autres parties de la ville et de sa banlieue étant placée sous administration des districts avoisinants de North 24 Parganas, South 24 Parganas, Howrah, Hooghly et Nadia.